# 臨泰來
臨泰來（Lammtarra, 1992-2014）是在英國訓練的純種競賽馬匹，競賽生涯中四戰全勝。馬名在阿拉伯語解作見不到的事物。2歲時勝出一場表列賽後，隔年就勝出葉森打吡大賽，之後連續贏得英皇佐治六世及皇后伊利沙伯錦標和凱旋門大賽。其後退役成為種馬。

## 競賽生涯

### 葉森打吡大賽
在出戰葉森打吡前，臨泰來僅在兩歲時出賽過一次。1994年8月12日在表列賽Washington Singer錦標勝出，當時賠率為4倍。9月，其練馬師Alex Scott被射殺後交由蘇萊訓練。但是由於季初肺部患病，導致無法參與翌年打吡之前的比賽，因而直接挑戰葉森打吡。比賽焦點放在二千堅尼錦標冠軍百利金及愛爾蘭二千堅尼錦標冠軍光譜身上。結果久休達302天的臨泰來在史永邦袴下以2分32秒21破場地紀錄時間奪冠(此紀錄在2010年為勞動力以2分31秒33所破)，是二十世紀第一匹季內初出即勝葉森打吡的馬。

### 英皇佐治六世及皇后伊利沙伯錦標
其後臨泰來準備英皇佐治六世及皇后伊利沙伯錦標，鞍上人由史永邦換成戴圖理。比賽末段受到奔達的挑戰，最後以馬頸之差擊退對手。

### 凱旋門大賽
臨泰來出征法國隆尚馬場的凱旋門大賽，仍由戴圖理策騎。比賽剩下四百米時已經取得領先優勢，結果以四分三身位擊敗對手。

## 配種生涯
退役後在新市場Dalham Hall Stud配種。1996年被日本日高配種集團以3000萬美元買下，不過配種成績並不突出。2006年日本配種季節結束後返回Dalham Hall Stud頤養天年。
2014年7月6日，臨泰來以22歲之齡辭世。

### 主要子嗣成績
- Meisho Ramese（富士錦標）
- Mimmelium Suzuka（阪神跳欄錦標）
- Simeon（經典預賽）
- Maruka Senryo（名古屋大賞典、杜若紀念賽）
- Melikah（愛爾蘭橡樹大賽亞軍）

## 血統背景
父親尼真斯基是英國三冠馬，完成三歲賽季後退役配種，並誕下多匹一級賽冠軍，而臨泰來是其末代子嗣。母親Snow Bride 7戰5勝，是葉森橡樹大賽及兩項雌馬三級賽的盟主。外祖父Blushing Groom是多項法國分級賽得主，曾成為法國冠軍種馬。此外牠的祖父是名種馬北地舞人，另外母系中亦有北地舞人血統的馬匹，所以是2x4的近親繁殖。

## 外部連結
- 血統表 （页面存档备份，存于）